# Güvercinlik, Gümüşhane
Güvercinlik là một xã thuộc thành phố Gümüşhane, tỉnh Gümüşhane, Thổ Nhĩ Kỳ. Dân số thời điểm năm 2008 là 16 người.